# 腺毛金花树
腺毛金花树（学名：Blastus dunnianus var. glandulosetosus）为野牡丹科柏拉木属下的一个变种。

## 扩展阅读
- 維基物種上的相關：腺毛金花树